# 涝洲鱼种场
涝洲鱼种场是一个位于中华人民共和国黑龙江省绥化市肇东市的类似乡级单位，亦是黑龙江省农垦绥化管理局所属的一个国有农场。
涝洲鱼种场1956年3月建场，1959年5月由肇东县领导。1962年6月由黑龙江省水产事业管理局领导，改名为涝洲鱼种场。1973年划归黑龙江省水产局领导。2000年划归黑龙江省农委管辖。2007年根据《黑龙江省人民政府关于印发部分省直国有农场划归农垦总局管理实施方案的通知》（黑政办函〔2007〕8号）文件，划归农垦绥化管理局，2008至2011年期间先后划入安达畜牧场、和平牧场，2011年10月8日重新独立成为绥化管理局的一个独立企业。分布在松花江北岸的开阔地带，人口730人。

## 行政区划
涝洲鱼种场下辖以下单位：
涝洲场直社区和涝洲非场直生活区。